# Vossenbesnetwants
De vossenbesnetwants (Stephanitis oberti) is een wants uit de familie van de Tingidae (Netwantsen). De soort werd het eerst wetenschappelijk beschreven door Friedrich Anton Kolenati in 1857.

## Uiterlijk
De wants kan 3 tot 4 mm lang worden. Zoals bij de andere netwantsen zijn de vleugels van deze wants voorzien van een fijnmazig netwerkpatroon van aders. Net als de andere soorten uit het genus Stephanitis heeft de wants een opvallende grote bolvormige halsblaas. Het randveld van het halsschild is naar voren uitgerekt maar steekt niet voorbij de ogen. De halsblaas is kleiner en lichter van kleur dan die van Stephanitis takeyai en bedekt niet de volledige kop.  De halsblaas van Stephanitis pyrioides ziet er wel nagenoeg hetzelfde uit en daardoor is er wel moeilijk onderscheid te maken tussen deze twee soorten.

## Leefwijze
De volwassen wantsen kunnen van juni tot oktober aangetroffen worden op rododendron. De wantsen zuigen aan de bladeren met hun steeksnuit, dit is zichtbaar als witte stipjes aan de bovenkant van het blad.

## Leefgebied
De soort komt in Nederland voor op de zandgronden in het binnenland en is daar vrij algemeen.